# Scott Glennie
Scott Glennie (* 22. Februar 1991 in Winnipeg, Manitoba) ist ein ehemaliger kanadischer Eishockeyspieler, der im Verlauf seiner aktiven Karriere zwischen 2007 und 2017 unter anderem eine Partie für die Dallas Stars in der National Hockey League auf der Position des Centers bestritten hat. Hauptsächlich spielte Glennie aber in der American Hockey League, wo er im Jahr 2014 mit den Texas Stars den Calder Cup gewann.

## Karriere

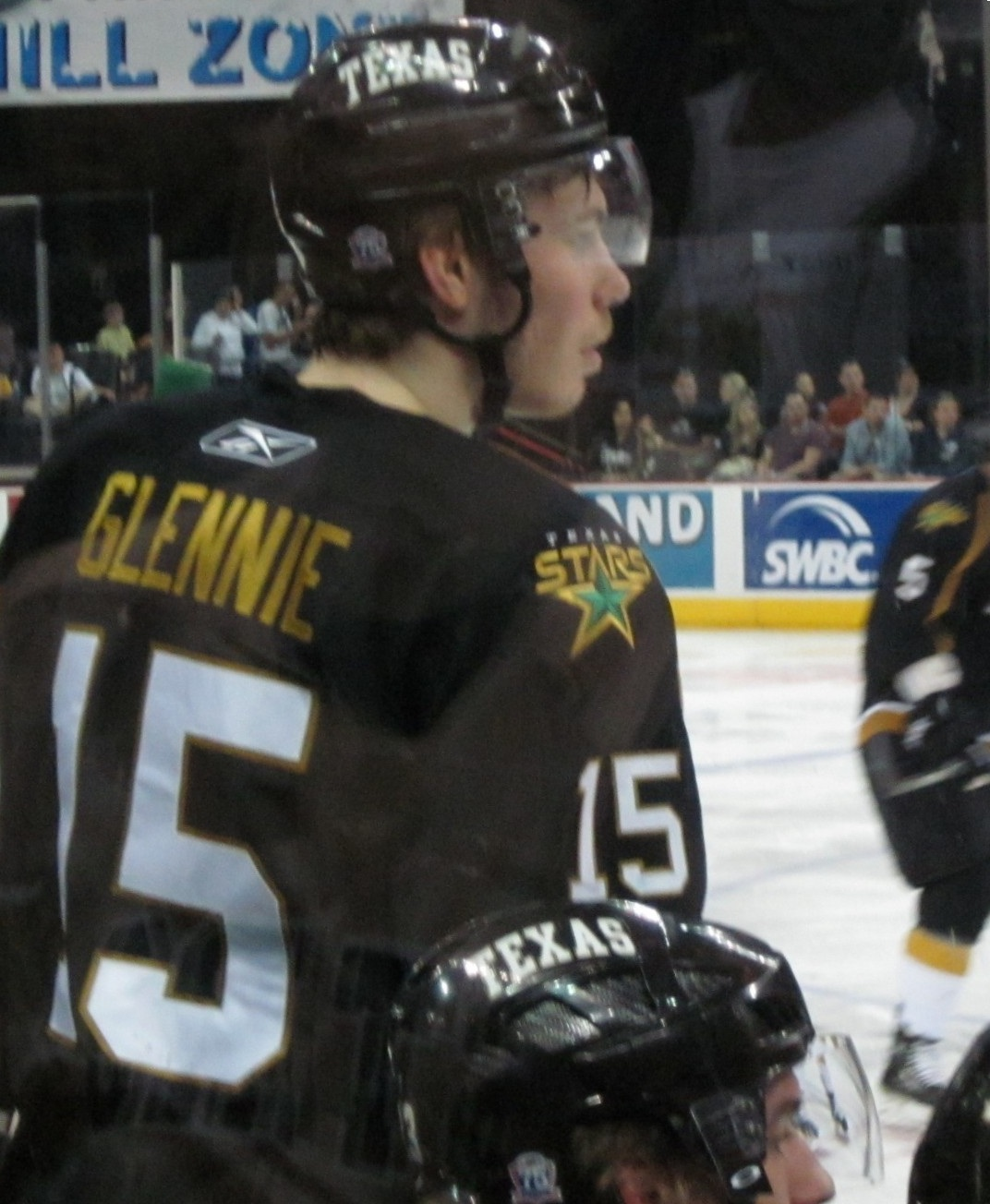
Glennie im Trikot der Texas Stars

Glennie begann seine Karriere 2007 bei den Brandon Wheat Kings in der Western Hockey League. Er lief in der Saison 2007/08 in 67 Spielen für die Wheat Kings aufs Eis und erzielte 59 Scorerpunkte. In der folgenden Saison gelang es ihm, seine Trefferquote zu steigern und Glennie sammelte insgesamt 88 Punkte in 67 Spielen. Der Kanadier wurde beim NHL Entry Draft 2009 von den Dallas Stars aus der National Hockey League in der ersten Runde an achter Position ausgewählt. Auch die Saison 2009/10 verbrachte er bei den Brandon Wheat Kings in der WHL und verbesserte seine Punkteausbeute abermals.
Im Juli 2010 unterschrieb Glennie einen Kontrakt für drei Jahre bei den Dallas Stars, begann die folgende Saison jedoch wiederum bei den Brandon Wheat Kings in der WHL. Nach deren Ausscheiden in den Playoffs im April 2011 wurde der Stürmer bei den Texas Stars in die American Hockey League eingesetzt, für die er bis zum Ende der Saison 2014/15 spielte. In diesem Zeitraum kam er zu lediglich einem Einsatz für Dallas in der NHL, feierte mit dem Gewinn des Calder Cups in Diensten der Texas Stars im Jahr 2014 aber auch den größten Erfolg seiner Karriere.
Die Dallas Stars verlängerten den Vertrag des Stürmers im Sommer 2015 jedoch nicht, wodurch sich dieser als Free Agent auf Vereinssuche befand. Schließlich entschied sich Glennie dazu, die gesamte Saison 2015/16 auszusetzen und seine Verletzungen auszukurieren. Erst zur Saison 2016/17 kehrte er aufs Eis zurück und bestritt die Saison nach einem erfolgreichen Probetraining bei den Manitoba Moose aus der AHL. Im Anschluss an die Spielzeit beendete er im Alter von 26 Jahren seine aktive Karriere.

### International
Im Juniorenbereich kam Glennie bei der World U-17 Hockey Challenge 2008 und dem Ivan Hlinka Memorial Tournament 2008 zu Einsätzen für sein Heimatland. Dabei gewann er bei der World U-17 Hockey Challenge die Bronzemedaille, zu deren Gewinn er in sechs Turniereinsätzen zehn Scorerpunkte beisteuerte. Beim Ivan Hlinka Memorial Tournament wenige Monate später gewann Glennie sogar die Goldmedaille.

## Erfolge und Auszeichnungen
- 2008 Bronzemedaille bei der World U-17 Hockey Challenge
- 2008 Goldmedaille beim Ivan Hlinka Memorial Tournament
- 2009 CHL Top Prospects Game
- 2014 Calder-Cup-Gewinn mit den Texas Stars

## Karrierestatistik

### International
Vertrat Kanada bei:
- World U-17 Hockey Challenge 2008
- Ivan Hlinka Memorial Tournament 2008

(Legende zur Spielerstatistik: Sp oder GP = absolvierte Spiele; T oder G = erzielte Tore; V oder A = erzielte Assists; Pkt oder Pts = erzielte Scorerpunkte; SM oder PIM = erhaltene Strafminuten; +/− = Plus/Minus-Bilanz; PP = erzielte Überzahltore; SH = erzielte Unterzahltore; GW = erzielte Siegtore; 1 Play-downs/Relegation; Kursiv: Statistik nicht vollständig)